# Jackson United
Jackson United es una banda de rock alternativo y punk rock creada por Chris Shiflett, guitarrista de los Foo Fighters.

## Historia
Habiendo participado con Me First and the Gimme Gimme's y No Use for a Name, además de ser boxeador amateur y guitarrista de Foo Fighters, Chris Shiflett decidió probar suerte creando un proyecto alterno en el que él fuera el cantante y líder de la banda. Su primera alineación incluyó a su hermano Scott en el bajo y a Pete Parada en la batería, manera en la que editaron un EP homónimo durante la gira Warped del 2003. Se presentaron igualmente en el Festival de Reading de este año.
El nombre original del grupo era solamente Jackson, pero debido a ligeros problemas de copyright y una carta del abogado de Michael Jackson, tuvieron que extender su nombre a Jackson United.
Para el año tal, reclutaron al productor Chad Blinman (Face to Face, Get Up Kids) para grabar 21 canciones "con un poco de rock y un poco de punk" que Chris había escrito a lo largo del tiempo. Diecisiete de ellas terminaron en el álbum debut Western Ballads, editado por la discográfica australiana independiente Shiny Records. Esto significó también un cambio en la alineación del grupo, ya que Cary Lascala (del grupo Vue) reemplazó a Parada en las labores de la batería y Omen Starr a Scott en el bajo; se agregó además a Doug Sangalang (ex Screw 32 y Limp) como segundo guitarrista.

## Estilo
Los integrantes del grupo confiesan tener aprecio por la era Way Down In Kokomo de los Beach Boys, quriendo ir más allá de la etapa tan citada y vanguardista del álbum Pet Sounds. En palabras de Shiflett "el estilo es pop de guitarras, no tan fuerte como el estilo de Foo Fighters. Y hay cosas bastante calmadas y con buena caña".

## Miembros
- Chris Shiflett - voz, guitarra
- Doug Sangalang - guitarra
- Omen Starr - bajo
- Cary Lascala - batería

### Miembros anteriores
- Scott Shiflett - bajo
- Pete Parada - batería

## Discografía
- Jackson EP (2003)
- Western Ballads (2005)
- Harmony & Dissidence (2008)